# AFC Champions League 2017
Die AFC Champions League 2017 war die 15. Spielzeit des wichtigsten asiatischen Wettbewerbs für Vereinsmannschaften im Fußball unter dieser Bezeichnung und die 36. insgesamt. Am Wettbewerb nahmen in dieser Saison 47 Klubs aus 19 Landesverbänden teil. Die Saison begann mit der ersten Qualifikationsrunde am 24. Januar und endete mit dem Rückspiel des Finales am 25. November 2017.
Der japanische Verein Urawa Red Diamonds gewann den Wettbewerb zum zweiten Mal nach 2007 durch ein 1:1-Unentschieden im Hinspiel und einem 1:0-Sieg im Rückspiel gegen al-Hilal aus Saudi-Arabien und qualifizierte sich damit als Repräsentant der AFC für die FIFA-Klub-Weltmeisterschaft 2017 in den Vereinigten Arabischen Emiraten. Titelverteidiger Jeonbuk Hyundai Motors aus Südkorea wurde wegen Korruptionsvorwürfen von der Teilnahme ausgeschlossen.
Torschützenkönig wurde der Syrer Omar Khribin von al-Hilal mit 10 Toren. Zum besten Spieler des Wettbewerbs wurde der Japaner Yōsuke Kashiwagi ernannt.

## Qualifikation
Die Spielpaarungen in den drei Qualifikationsrunden wurden nach der AFC-Vierjahreswertung 2016 gesetzt, wobei Begegnungen zwischen Mannschaften desselben Landesverbandes ausgeschlossen waren. Die in der Wertung höher gesetzte Mannschaft hatte jeweils Heimrecht. Die unterlegenen Mannschaften aus den Verbänden, die nur jeweils ein Team in die Champions League entsenden, spielten in der Gruppenphase des AFC Cups weiter. Dazu gehören die Vereine aus Bahrain, Indien, Jordanien, Malaysia, Myanmar, den Philippinen, Singapur und Vietnam.
Bei einem Gleichstand wurde zunächst eine Verlängerung gespielt und dann gegebenenfalls ein Elfmeterschießen angewendet.

### Erste Qualifikationsrunde
Das Spiel fand am 24. Januar 2017 statt. Mangels Teilnehmer entfiel die Runde in der Westregion.
Ostregion
|           | Ergebnis |                 |
| --------- | -------- | --------------- |
| Global FC | 2:0      | Tampines Rovers |

### Zweite Qualifikationsrunde
Die Spiele fanden am 25. und 31. Januar 2017 statt.
Westregion
|               | Ergebnis |              |
| ------------- | -------- | ------------ |
| al-Wihdat     | 2:1      | Bengaluru FC |
| Nasaf Karschi | 4:0      | al-Hidd      |

Ostregion
|                | Ergebnis              |                       |
| -------------- | --------------------- | --------------------- |
| Kitchee SC     | 3:2 n. V.             | Hà Nội FC             |
| Bangkok United | 1:1 n. V. (4:5 i. E.) | Johor Darul Ta’zim FC |
| Sukhothai FC   | 5:0                   | Yadanarbon FC         |
| Brisbane Roar  | 6:0                   | Global FC             |

### Play-off-Runde
Die Spiele fanden am 7. und 8. Februar 2017 statt.
Westregion
|                   | Ergebnis              |                     |
| ----------------- | --------------------- | ------------------- |
| al-Wahda          | 3:0                   | al-Wihdat           |
| al-Fateh SC       | 1:0                   | Nasaf Karschi       |
| Esteghlal Teheran | 0:0 n. V. (4:3 i. E.) | al-Sadd SC          |
| al-Jaish          | 0:0 n. V. (1:3 i. E.) | Bunyodkor Taschkent |

Ostregion
|                  | Ergebnis              |                       |
| ---------------- | --------------------- | --------------------- |
| Ulsan Hyundai    | 1:1 n. V. (4:3 i. E.) | Kitchee SC            |
| Gamba Osaka      | 3:0                   | Johor Darul Ta’zim FC |
| Shanghai SIPG    | 3:0                   | Sukhothai FC          |
| Shanghai Shenhua | 0:2                   | Brisbane Roar         |

## Gruppenphase
An der Gruppenphase nahmen 32 Klubs aus 11 Landesverbänden teil. 24 Mannschaften waren direkt qualifiziert, dazu kamen noch 8 (je vier aus der West- und Ostregion) aus der Play-off-Runde. Die Gruppenauslosung fand am 13. Dezember 2016 in der malaysischen Hauptstadt Kuala Lumpur statt. Die Mannschaften wurden in acht Gruppen mit je vier Teilnehmern gelost. Die Teams der Westregion bildeten die Gruppen A bis D, die der Ostregion die Gruppen E bis H. Mannschaften desselben Landesverbandes konnten nicht in dieselbe Gruppe gelost werden.
Die Gruppensieger und -zweiten qualifizierten sich für das Achtelfinale, die Dritt- und Viertplatzierten schieden aus dem Wettbewerb aus. Bei Punktgleichheit zweier oder mehrerer Mannschaften wurde die Platzierung durch folgende Kriterien ermittelt:
1. Anzahl Punkte im direkten Vergleich
2. Tordifferenz im direkten Vergleich
3. Anzahl Tore im direkten Vergleich
4. Anzahl Auswärtstore im direkten Vergleich
5. Wenn nach der Anwendung der Kriterien 1 bis 4 immer noch mehrere Mannschaften denselben Tabellenplatz belegen, werden die Kriterien 1 bis 4 erneut angewendet, jedoch ausschließlich auf die Direktbegegnungen der betreffenden Mannschaften. Sollte auch dies zu keiner definitiven Platzierung führen, werden die Kriterien 6 bis 10 angewendet.
6. Tordifferenz aus allen Gruppenspielen
7. Anzahl Tore in allen Gruppenspielen
8. Wenn es nur um zwei Mannschaften geht und diese beiden auf dem Platz stehen, kommt es zwischen diesen zu einem Elfmeterschießen.
9. Niedrigere Anzahl Punkte durch Gelbe und Rote Karten (Gelbe Karte 1 Punkt, Gelb-Rote und Rote Karte 3 Punkte, Gelbe Karte auf die eine direkte Rote Karte folgt 4 Punkte)
10. Höherer Rang des Fußballverbandes in der AFC-Vierjahreswertung

### Gruppe A
| Pl. | Verein              | Sp. | S | U | N | Tore    | Diff. | Punkte |
| --- | ------------------- | --- | - | - | - | ------- | ----- | ------ |
| 1.  | al-Ahli Dubai       | 6   | 3 | 2 | 1 | 010:500 | +5    | 11     |
| 2.  | Esteghlal Teheran   | 6   | 3 | 2 | 1 | 010:500 | +5    | 11     |
| 3.  | al-Taawoun          | 6   | 1 | 2 | 3 | 007:120 | −5    | 05     |
| 4.  | Lokomotiv Taschkent | 6   | 1 | 2 | 3 | 007:120 | −5    | 05     |

| 20. Februar 2017    |     |                                                         |
| al-Taawoun          | 1:0 | Lokomotiv Taschkent \| King Abdullah Sport City Stadium |
| al-Ahli Dubai       | 2:1 | Esteghlal Teheran \| al-Rashid Stadium                  |
| 27. Februar 2017    |     |                                                         |
| Lokomotiv Taschkent | 2:0 | al-Ahli Dubai \| Lokomotiv-Stadion                      |
| Esteghlal Teheran   | 3:0 | al-Taawoun \| Sultan-Qabus-Sportzentrum (in Maskat) 1   |
| 13. März 2017       |     |                                                         |
| Esteghlal Teheran   | 2:0 | Lokomotiv Taschkent \| Azadi-Stadion                    |
| al-Ahli Dubai       | 0:0 | al-Taawoun \| al-Rashid Stadium                         |
| 11. April 2017      |     |                                                         |
| Lokomotiv Taschkent | 1:1 | Esteghlal Teheran \| Lokomotiv-Stadion                  |
| al-Taawoun          | 1:3 | al-Ahli Dubai \| King Abdullah Sport City Stadium       |
| 25. April 2017      |     |                                                         |
| Lokomotiv Taschkent | 4:4 | al-Taawoun \| Lokomotiv-Stadion                         |
| Esteghlal Teheran   | 1:1 | al-Ahli Dubai \| Azadi-Stadion                          |
| 9. Mai 2017         |     |                                                         |
| al-Ahli Dubai       | 4:0 | Lokomotiv Taschkent \| al-Rashid Stadium                |
| al-Taawoun          | 1:2 | Esteghlal Teheran \| al-Ahli-Stadion (in Doha) 1        |

Anmerkung

### Gruppe B
| Pl. | Verein                 | Sp. | S | U | N | Tore    | Diff. | Punkte |
| --- | ---------------------- | --- | - | - | - | ------- | ----- | ------ |
| 1.  | Lekhwiya               | 6   | 4 | 2 | 0 | 015:600 | +9    | 14     |
| 2.  | Esteghlal Khuzestan FC | 6   | 2 | 3 | 1 | 006:500 | +1    | 09     |
| 3.  | al-Fateh SC            | 6   | 1 | 3 | 2 | 007:900 | −2    | 06     |
| 4.  | al-Jazira Club         | 6   | 0 | 2 | 4 | 003:110 | −8    | 02     |

| 20. Februar 2017       |     |                                                                |
| Esteghlal Khuzestan FC | 1:0 | al-Fateh SC \| Sultan-Qabus-Sportzentrum (in Maskat) 1         |
| Lekhwiya               | 3:0 | al-Jazira Club \| Abdullah-bin-Khalifa-Stadion                 |
| 27. Februar 2017       |     |                                                                |
| al-Fateh SC            | 2:2 | Lekhwiya \| Prince Abdullah bin Jalawi Stadium                 |
| al-Jazira Club         | 0:1 | Esteghlal Khuzestan FC \| al-Jazira-Mohammed-Bin-Zayed-Stadion |
| 14. März 2017          |     |                                                                |
| Esteghlal Khuzestan FC | 1:1 | Lekhwiya \| Ghadir Stadium                                     |
| al-Fateh SC            | 3:1 | al-Jazira Club \| Prince Abdullah bin Jalawi Stadium           |
| 10. April 2017         |     |                                                                |
| Lekhwiya               | 2:1 | Esteghlal Khuzestan FC \| Abdullah-bin-Khalifa-Stadion         |
| al-Jazira Club         | 0:0 | al-Fateh SC \| al-Jazira-Mohammed-Bin-Zayed-Stadion            |
| 25. April 2017         |     |                                                                |
| al-Fateh SC            | 1:1 | Esteghlal Khuzestan FC \| Qatar SC Stadium (in Doha) 1         |
| al-Jazira Club         | 1:3 | Lekhwiya \| al-Jazira-Mohammed-Bin-Zayed-Stadion               |
| 9. Mai 2017            |     |                                                                |
| Esteghlal Khuzestan FC | 1:1 | al-Jazira Club \| Ghadir Stadium                               |
| Lekhwiya               | 4:1 | al-Fateh SC \| Abdullah-bin-Khalifa-Stadion                    |

Anmerkung

### Gruppe C
| Pl. | Verein              | Sp. | S | U | N | Tore    | Diff. | Punkte |
| --- | ------------------- | --- | - | - | - | ------- | ----- | ------ |
| 1.  | al Ain Club         | 6   | 3 | 3 | 0 | 014:700 | +7    | 12     |
| 2.  | al-Ahli             | 6   | 3 | 2 | 1 | 010:700 | +3    | 11     |
| 3.  | Zob Ahan Isfahan    | 6   | 2 | 1 | 3 | 006:900 | −3    | 07     |
| 4.  | Bunyodkor Taschkent | 6   | 1 | 0 | 5 | 005:120 | −7    | 03     |

| 21. Februar 2017    |     |                                                          |
| al Ain Club         | 1:1 | Zob Ahan Isfahan \| Hazza-Bin-Zayed-Stadion              |
| al-Ahli             | 2:0 | Bunyodkor Taschkent \| King Abdullah Sports City Stadium |
| 28. Februar 2017    |     |                                                          |
| Bunyodkor Taschkent | 2:3 | al Ain Club \| Bunyodkor-Stadion                         |
| Zob Ahan Isfahan    | 1:2 | al-Ahli \| Sultan-Qabus-Sportzentrum (in Maskat) 1       |
| 13. März 2017       |     |                                                          |
| Bunyodkor Taschkent | 0:2 | Zob Ahan Isfahan \| Bunyodkor-Stadion                    |
| al-Ahli             | 2:2 | al Ain Club \| King Abdullah Sports City Stadium         |
| 11. April 2017      |     |                                                          |
| Zob Ahan Isfahan    | 2:1 | Bunyodkor Taschkent \| Foolad Shahr Stadium              |
| al Ain Club         | 2:2 | al-Ahli \| Hazza-Bin-Zayed-Stadion                       |
| 24. April 2017      |     |                                                          |
| Bunyodkor Taschkent | 2:0 | al-Ahli \| Bunyodkor-Stadion                             |
| Zob Ahan Isfahan    | 0:3 | al Ain Club \| Foolad Shahr Stadium                      |
| 8. Mai 2017         |     |                                                          |
| al-Ahli             | 2:0 | Zob Ahan Isfahan \| al-Gharafa Stadium (in ar-Rayyan) 1  |
| al Ain Club         | 3:0 | Bunyodkor Taschkent \| Hazza-Bin-Zayed-Stadion           |

Anmerkung

### Gruppe D
| Pl. | Verein             | Sp. | S | U | N | Tore    | Diff. | Punkte |
| --- | ------------------ | --- | - | - | - | ------- | ----- | ------ |
| 1.  | al-Hilal           | 6   | 3 | 3 | 0 | 010:700 | +3    | 12     |
| 2.  | Persepolis Teheran | 6   | 2 | 3 | 1 | 009:800 | +1    | 09     |
| 3.  | al-Rayyan SC       | 6   | 2 | 1 | 3 | 010:130 | −3    | 07     |
| 4.  | al-Wahda           | 6   | 1 | 1 | 4 | 012:130 | −1    | 04     |

| 21. Februar 2017   |     |                                                               |
| Persepolis Teheran | 1:1 | al-Hilal \| Sultan-Qabus-Sportzentrum (in Maskat) 1           |
| al-Rayyan SC       | 2:1 | al-Wahda \| Jassim-Bin-Hamad-Stadion (in Doha)                |
| 28. Februar 2017   |     |                                                               |
| al-Wahda           | 2:3 | Persepolis Teheran \| al-Nahyan-Stadion                       |
| al-Hilal           | 2:1 | al-Rayyan SC \| Prince Faisal bin Fahd Stadium                |
| 14. März 2017      |     |                                                               |
| al-Wahda           | 2:2 | al-Hilal \| al-Nahyan-Stadion                                 |
| al-Rayyan SC       | 3:1 | Persepolis Teheran \| Jassim-Bin-Hamad-Stadion (in Doha)      |
| 10. April 2017     |     |                                                               |
| Persepolis Teheran | 0:0 | al-Rayyan SC \| Azadi-Stadion                                 |
| al-Hilal           | 1:0 | al-Wahda \| Prince Faisal bin Fahd Stadium                    |
| 24. April 2017     |     |                                                               |
| al-Hilal           | 0:0 | Persepolis Teheran \| Sultan-Qabus-Sportzentrum (in Maskat) 1 |
| al-Wahda           | 5:1 | al-Rayyan SC \| al-Nahyan-Stadion                             |
| 8. Mai 2017        |     |                                                               |
| al-Rayyan SC       | 3:4 | al-Hilal \| Jassim-Bin-Hamad-Stadion (in Doha)                |
| Persepolis Teheran | 4:2 | al-Wahda \| Azadi-Stadion                                     |

Anmerkung

### Gruppe E
| Pl. | Verein            | Sp. | S | U | N | Tore    | Diff. | Punkte |
| --- | ----------------- | --- | - | - | - | ------- | ----- | ------ |
| 1.  | Kashima Antlers   | 6   | 4 | 0 | 2 | 013:500 | +8    | 12     |
| 2.  | Muangthong United | 6   | 3 | 2 | 1 | 007:300 | +4    | 11     |
| 3.  | Ulsan Hyundai     | 6   | 2 | 1 | 3 | 009:900 | ±0    | 07     |
| 4.  | Brisbane Roar     | 6   | 1 | 1 | 4 | 004:160 | −12   | 04     |

| 21. Februar 2017  |     |                                                       |
| Brisbane Roar     | 0:0 | Muangthong United \| Brisbane Stadium                 |
| Kashima Antlers   | 2:0 | Ulsan Hyundai \| Kashima Soccer Stadium               |
| 28. Februar 2017  |     |                                                       |
| Ulsan Hyundai     | 6:0 | Brisbane Roar \| Ulsan-Munsu-Fußballstadion           |
| Muangthong United | 2:1 | Kashima Antlers \| Suphachalasai Stadium (in Bangkok) |
| 14. März 2017     |     |                                                       |
| Kashima Antlers   | 3:0 | Brisbane Roar \| Kashima Soccer Stadium               |
| Ulsan Hyundai     | 0:0 | Muangthong United \| Ulsan-Munsu-Fußballstadion       |
| 12. April 2017    |     |                                                       |
| Brisbane Roar     | 2:1 | Kashima Antlers \| Brisbane Stadium                   |
| Muangthong United | 1:0 | Ulsan Hyundai \| Thunderdome Stadium                  |
| 26. April 2017    |     |                                                       |
| Ulsan Hyundai     | 0:4 | Kashima Antlers \| Ulsan-Munsu-Fußballstadion         |
| Muangthong United | 3:0 | Brisbane Roar \| Thunderdome Stadium                  |
| 10. Mai 2017      |     |                                                       |
| Kashima Antlers   | 2:1 | Muangthong United \| Kashima Soccer Stadium           |
| Brisbane Roar     | 2:3 | Ulsan Hyundai \| Brisbane Stadium                     |

### Gruppe F
| Pl. | Verein                   | Sp. | S | U | N | Tore    | Diff. | Punkte |
| --- | ------------------------ | --- | - | - | - | ------- | ----- | ------ |
| 1.  | Urawa Red Diamonds       | 6   | 4 | 0 | 2 | 018:700 | +11   | 12     |
| 2.  | Shanghai SIPG            | 6   | 4 | 0 | 2 | 015:900 | +6    | 12     |
| 3.  | FC Seoul                 | 6   | 2 | 0 | 4 | 010:150 | −5    | 06     |
| 4.  | Western Sydney Wanderers | 6   | 2 | 0 | 4 | 010:220 | −12   | 06     |

| 21. Februar 2017         |     |                                                     |
| Western Sydney Wanderers | 0:4 | Urawa Red Diamonds \| Campbelltown Stadium          |
| FC Seoul                 | 0:1 | Shanghai SIPG \| Seoul-World-Cup-Stadion            |
| 28. Februar 2017         |     |                                                     |
| Urawa Red Diamonds       | 5:2 | FC Seoul \| Saitama Stadium 2002                    |
| Shanghai SIPG            | 5:1 | Western Sydney Wanderers \| Shanghai-Stadion        |
| 15. März 2017            |     |                                                     |
| FC Seoul                 | 2:3 | Western Sydney Wanderers \| Seoul-World-Cup-Stadion |
| Shanghai SIPG            | 3:2 | Urawa Red Diamonds \| Shanghai-Stadion              |
| 11. April 2017           |     |                                                     |
| Western Sydney Wanderers | 2:3 | FC Seoul \| Campbelltown Stadium                    |
| Urawa Red Diamonds       | 1:0 | Shanghai SIPG \| Saitama Stadium 2002               |
| 26. April 2017           |     |                                                     |
| Urawa Red Diamonds       | 6:1 | Western Sydney Wanderers \| Saitama Stadium 2002    |
| Shanghai SIPG            | 4:2 | FC Seoul \| Shanghai-Stadion                        |
| 10. Mai 2017             |     |                                                     |
| FC Seoul                 | 1:0 | Urawa Red Diamonds \| Seoul-World-Cup-Stadion       |
| Western Sydney Wanderers | 3:2 | Shanghai SIPG \| Campbelltown Stadium               |

### Gruppe G
| Pl. | Verein                  | Sp. | S | U | N | Tore    | Diff. | Punkte |
| --- | ----------------------- | --- | - | - | - | ------- | ----- | ------ |
| 1.  | Kawasaki Frontale       | 6   | 2 | 4 | 0 | 008:300 | +5    | 10     |
| 2.  | Guangzhou Evergrande    | 6   | 2 | 4 | 0 | 018:500 | +13   | 10     |
| 3.  | Suwon Samsung Bluewings | 6   | 2 | 3 | 1 | 011:600 | +5    | 09     |
| 4.  | Eastern AA              | 6   | 0 | 1 | 5 | 001:240 | −23   | 01     |

| 22. Februar 2017        |     |                                                       |
| Kawasaki Frontale       | 1:1 | Suwon Samsung Bluewings \| Todoroki Athletics Stadium |
| Guangzhou Evergrande    | 7:0 | Eastern AA \| Tianhe-Stadion                          |
| 1. März 2017            |     |                                                       |
| Suwon Samsung Bluewings | 2:2 | Guangzhou Evergrande \| Suwon-World-Cup-Stadion       |
| Eastern AA              | 1:1 | Kawasaki Frontale \| Mong Kok Stadium                 |
| 14. März 2017           |     |                                                       |
| Eastern AA              | 0:1 | Suwon Samsung Bluewings \| Mong Kok Stadium           |
| Guangzhou Evergrande    | 1:1 | Kawasaki Frontale \| Tianhe-Stadion                   |
| 12. April 2017          |     |                                                       |
| Suwon Samsung Bluewings | 5:0 | Eastern AA \| Suwon-World-Cup-Stadion                 |
| Kawasaki Frontale       | 0:0 | Guangzhou Evergrande \| Todoroki Athletics Stadium    |
| 25. April 2017          |     |                                                       |
| Suwon Samsung Bluewings | 0:1 | Kawasaki Frontale \| Suwon-World-Cup-Stadion          |
| Eastern AA              | 0:6 | Guangzhou Evergrande \| Mong Kok Stadium              |
| 9. Mai 2017             |     |                                                       |
| Guangzhou Evergrande    | 2:2 | Suwon Samsung Bluewings \| Tianhe-Stadion             |
| Kawasaki Frontale       | 4:0 | Eastern AA \| Todoroki Athletics Stadium              |

### Gruppe H
| Pl. | Verein          | Sp. | S | U | N | Tore    | Diff. | Punkte |
| --- | --------------- | --- | - | - | - | ------- | ----- | ------ |
| 1.  | Jiangsu Suning  | 6   | 5 | 0 | 1 | 009:300 | +6    | 15     |
| 2.  | Jeju United     | 6   | 3 | 1 | 2 | 012:900 | +3    | 10     |
| 3.  | Adelaide United | 6   | 1 | 2 | 3 | 010:130 | −3    | 05     |
| 4.  | Gamba Osaka     | 6   | 1 | 1 | 4 | 007:130 | −6    | 04     |

| 22. Februar 2017 |     |                                                          |
| Adelaide United  | 0:3 | Gamba Osaka \| Hindmarsh Stadium                         |
| Jeju United      | 0:1 | Jiangsu Suning \| Jeju-World-Cup-Stadion                 |
| 1. März 2017     |     |                                                          |
| Gamba Osaka      | 1:4 | Jeju United \| Suita City Football Stadium               |
| Jiangsu Suning   | 2:1 | Adelaide United \| Nanjing Olympic-Sports-Center-Stadion |
| 15. März 2017    |     |                                                          |
| Adelaide United  | 3:3 | Jeju United \| Hindmarsh Stadium                         |
| Gamba Osaka      | 0:1 | Jiangsu Suning \| Suita City Football Stadium            |
| 11. April 2017   |     |                                                          |
| Jeju United      | 1:3 | Adelaide United \| Jeju-World-Cup-Stadion                |
| Jiangsu Suning   | 3:0 | Gamba Osaka \| Nanjing Olympic-Sports-Center-Stadion     |
| 25. April 2017   |     |                                                          |
| Gamba Osaka      | 3:3 | Adelaide United \| Suita City Football Stadium           |
| Jiangsu Suning   | 1:2 | Jeju United \| Nanjing Olympic-Sports-Center-Stadion     |
| 9. Mai 2017      |     |                                                          |
| Adelaide United  | 0:1 | Jiangsu Suning \| Hindmarsh Stadium                      |
| Jeju United      | 2:0 | Gamba Osaka \| Jeju-World-Cup-Stadion                    |

## Finalrunde
Die bereits ab den Qualifikationsrunden bestehende Aufteilung in die West- und Ostregion wurde in der Finalrunde bis zum Finale fortgeführt.

### Achtelfinale
Die Spielpaarungen für das Achtelfinale wurden schon bei der Auslosung der Gruppenphase im Dezember 2016 blind festgelegt. So konnte es dazu kommen, dass Mannschaften desselben Landesverbandes gegeneinander spielen mussten. Es traf je ein Gruppenzweiter auf einen Gruppensieger einer anderen Gruppe, wobei die Gruppensieger das Hinspiel zunächst auswärts bestritten. Die Hinspiele fanden vom 22. bis zum 24. Mai 2017 statt, die Rückspiele vom 29. bis zum 31. Mai 2017.
Westregion
|                        | Gesamt |               | Hinspiel | Rückspiel |
| ---------------------- | ------ | ------------- | -------- | --------- |
| Esteghlal Teheran      | 2:6    | al Ain Club   | 1:0      | 1:6       |
| al-Ahli                | 4:2    | al-Ahli Dubai | 1:1      | 3:1       |
| Esteghlal Khuzestan FC | 2:4    | al-Hilal      | 11:2 1   | 11:2 1    |
| Persepolis Teheran     | 1:0    | Lekhwiya      | 0:0      | 1:0       |

Ostregion
|                      | Gesamt    |                    | Hinspiel | Rückspiel |
| -------------------- | --------- | ------------------ | -------- | --------- |
| Muangthong United    | 2:7       | Kawasaki Frontale  | 1:3      | 1:4       |
| Guangzhou Evergrande | (a)2:2(a) | Kashima Antlers    | 1:0      | 1:2       |
| Shanghai SIPG        | 5:3       | Jiangsu Suning     | 2:1      | 3:2       |
| Jeju United          | 2:3       | Urawa Red Diamonds | 2:0      | 0:3 n. V. |

Anmerkungen

### Viertelfinale
Die Spielpaarungen für das Viertelfinale wurden am 6. Juni 2017 ausgelost. Es gab dabei keine gesetzten Mannschaften und Teams desselben Landesverbandes konnten einander zugelost werden. Die Hinspiele fanden vom 21. bis zum 23. August 2017 statt, die Rückspiele vom 11. bis zum 13. September 2017.
Westregion
|                    | Gesamt |          | Hinspiel | Rückspiel |
| ------------------ | ------ | -------- | -------- | --------- |
| al Ain Club        | 0:3    | al-Hilal | 0:0      | 0:3       |
| Persepolis Teheran | 5:3    | al-Ahli  | 12:2 1   | 13:1 1    |

Ostregion
|                   | Gesamt          |                      | Hinspiel | Rückspiel |
| ----------------- | --------------- | -------------------- | -------- | --------- |
| Shanghai SIPG     | 5:5 (5:4 i. E.) | Guangzhou Evergrande | 4:0      | 1:5 n. V. |
| Kawasaki Frontale | 4:5             | Urawa Red Diamonds   | 3:1      | 1:4       |

Anmerkungen

### Halbfinale
Im Halbfinale spielten die zwei Mannschaften aus der Westregion und die zwei aus der Ostregion jeweils gegeneinander. Die Reihenfolge der Spiele wurde vor der Auslosung des Viertelfinales festgelegt. Die Hinspiele fanden am 26. und 27. September 2017 statt, die Rückspiele am 17. und 18. Oktober 2017.
Westregion
|          | Gesamt |                    | Hinspiel | Rückspiel |
| -------- | ------ | ------------------ | -------- | --------- |
| al-Hilal | 6:2    | Persepolis Teheran | 14:0 1   | 12:2 1    |

Ostregion
|               | Gesamt |                    | Hinspiel | Rückspiel |
| ------------- | ------ | ------------------ | -------- | --------- |
| Shanghai SIPG | 1:2    | Urawa Red Diamonds | 1:1      | 0:1       |

Anmerkungen

### Finale

#### Hinspiel
| al-Hilal                                                                    | al-Hilal | Urawa Red Diamonds | Urawa Red Diamonds |
| --------------------------------------------------------------------------- | --- | --- | ------------------ |
| al-Hilal                                                                    | \| 18. November 2017 um 19:15 Uhr (17:15 Uhr MEZ) in Riad (König-Fahd-Stadion) \| \| Ergebnis: 1:1 (1:1) \| \| Zuschauer: 59.136 \| \| Schiedsrichter: Adham Makhadmeh ( Jordanien) \| \| Spielbericht \|                                                                                             | \| 18. November 2017 um 19:15 Uhr (17:15 Uhr MEZ) in Riad (König-Fahd-Stadion) \| \| Ergebnis: 1:1 (1:1) \| \| Zuschauer: 59.136 \| \| Schiedsrichter: Adham Makhadmeh ( Jordanien) \| \| Spielbericht \|                                                           | Urawa Red Diamonds |
| al-Hilal                                                                    | Abdullah al-Mayouf – Mohammed al-Breik, Osama Hawsawi, Mohammed Jahfali, Yasser al-Shahrani – Salman al-Faraj, Abdullah Otayf (70. Mukhtar Fallatah), Nicolás Milesi (78. Mohamed Kanno) – Salem al-Dawsari, Carlos Eduardo (19. Nawaf al-Abed) – Omar Khribin Cheftrainer: Ramón Díaz ( Argentinien) | Shūsaku Nishikawa – Tomoya Ugajin, Yūki Abe, Wataru Endō, Tomoaki Makino – Takuya Aoki, Rafael Silva (64. Zlatan Ljubijankič), Kazuki Nagasawa (76. Tsukasa Umesaki), Yōsuke Kashiwagi, Yūki Mutō – Shinzō Kōroki (86. Toshiyuki Takagi) Cheftrainer: Takafumi Hori | Urawa Red Diamonds |
| al-Hilal                                                                    | 1:1 Khribin (37.) | 1:0 Silva (7.) | Urawa Red Diamonds |
| al-Hilal                                                                    | Milesi (5.), Khribin (37.), Jahfali (45.+2'), Abed (66.), Kanno (80.), Breik (90.+1'), Shahrani (90.+3') | Ugajin (12.) | Urawa Red Diamonds |
| al-Hilal                                                                    | Spieler des Spiels: Shūsaku Nishikawa (Urawa Red Diamonds) | | Urawa Red Diamonds |
| 18. November 2017 um 19:15 Uhr (17:15 Uhr MEZ) in Riad (König-Fahd-Stadion) | | |                    |
| Ergebnis: 1:1 (1:1)                                                         | | |                    |
| Zuschauer: 59.136                                                           | | |                    |
| Schiedsrichter: Adham Makhadmeh ( Jordanien)                                | | |                    |
| Spielbericht                                                                | | |                    |

#### Rückspiel
| Urawa Red Diamonds                                                           | Urawa Red Diamonds | al-Hilal | al-Hilal |
| ---------------------------------------------------------------------------- | --- | --- | -------- |
| Urawa Red Diamonds                                                           | \| 25. November 2017 um 19:15 (11:15 Uhr MEZ) in Saitama (Saitama Stadium 2002) \| \| Ergebnis: 1:0 (0:0) \| \| Zuschauer: 57.727 \| \| Schiedsrichter: Ravshan Ermatov ( Usbekistan) \| \| Spielbericht \|                                                              | \| 25. November 2017 um 19:15 (11:15 Uhr MEZ) in Saitama (Saitama Stadium 2002) \| \| Ergebnis: 1:0 (0:0) \| \| Zuschauer: 57.727 \| \| Schiedsrichter: Ravshan Ermatov ( Usbekistan) \| \| Spielbericht \| | al-Hilal |
| Urawa Red Diamonds                                                           | Shūsaku Nishikawa – Wataru Endō, Yūki Abe , Tomoaki Makino, Tomoya Ugajin (74. Maurício Antônio) – Yōsuke Kashiwagi (90.+3' Tsukasa Umesaki), Takuya Aoki – Yūki Mutō, Kazuki Nagasawa, Rafael Silva – Shinzō Kōroki (84. Zlatan Ljubijankič) Cheftrainer: Takafumi Hori | Abdullah al-Mayouf – Mohammed al-Breik, Osama Hawsawi , Mohammed Jahfali, Yasser al-Shahrani – Abdullah Otayf (87. Mohammad asch-Schalhub) – Salem al-Dawsari, Nicolás Milesi, Salman al-Faraj (68. Yassir al-Qahtani), Nawaf al-Abed – Omar Khribin (62. Mukhtar Fallatah) Cheftrainer: Ramón Díaz ( Argentinien) | al-Hilal |
| Urawa Red Diamonds                                                           | 1:0 Silva (88.) | | al-Hilal |
| Urawa Red Diamonds                                                           | Ugajin (13.), Makino (27.), Nagasawa (70.) | Otayf (20.), Dawsari (72.), Abed (77.), Qahtani (80.) | al-Hilal |
| Urawa Red Diamonds                                                           | Dawsari (79.) | | al-Hilal |
| Urawa Red Diamonds                                                           | Spieler des Spiels: Rafael Silva (Urawa Red Diamonds) | | al-Hilal |
| 25. November 2017 um 19:15 (11:15 Uhr MEZ) in Saitama (Saitama Stadium 2002) | | |          |
| Ergebnis: 1:0 (0:0)                                                          | | |          |
| Zuschauer: 57.727                                                            | | |          |
| Schiedsrichter: Ravshan Ermatov ( Usbekistan)                                | | |          |
| Spielbericht                                                                 | | |          |

## Torschützenliste
Nachfolgend sind die besten Torschützen der Champions-League-Saison (ohne Qualifikation) aufgeführt. Bei gleicher Anzahl an Toren sind die Spieler alphabetisch sortiert.
| Rang                   | Nat                          | Spieler          | Verein               | Tore |
| ---------------------- | ---------------------------- | ---------------- | -------------------- | ---- |
| 01                     | Syrien                       | Omar Khribin     | al-Hilal             | 10   |
| 02                     | Brasilien                    | Hulk             | Shanghai SIPG        | 09   |
|                        | Brasilien                    | Rafael Silva     | Urawa Red Diamonds   | 09   |
| 04                     | Vereinigte Arabische Emirate | Omar Abdulrahman | al Ain Club          | 07   |
|                        | Brasilien                    | Alan             | Guangzhou Evergrande | 07   |
|                        | Brasilien                    | Carlos Eduardo   | al-Hilal             | 07   |
|                        | Brasilien                    | Ricardo Goulart  | Guangzhou Evergrande | 07   |
|                        | Iran                         | Mehdi Taremi     | Persepolis Teheran   | 07   |
| 09                     | Japan                        | Yū Kobayashi     | Kawasaki Frontale    | 06   |
|                        | Iran                         | Kaveh Rezaei     | Esteghlal Teheran    | 06   |
| Stand: Ende der Saison |                              |                  |                      |      |

## Eingesetzte Spieler von Urawa Red Diamonds
| Urawa Red Diamonds | - Tor: Shūsaku Nishikawa (13/-); Tetsuya Enomoto (1/-) - Abwehr: Tomoaki Makino (14/1); Wataru Endō (11/1); Ryōta Moriwaki (8/1); Maurício Antônio (5/-); Daisuke Nasu (5/-); Yū Tamura (1/-) - Mittelfeld: Takuya Aoki (13/-); Yūki Abe (11/-); Yōsuke Kashiwagi (10/1); Yoshiaki Komai (9/1); Tomoya Ugajin (9/1); Takahiro Sekine (5/2); Kazuki Nagasawa (5/-); Tsukasa Umesaki (4/-); Shin’ya Yajima (4/-); Daisuke Kikuchi (3/-) - Sturm: Zlatan Ljubijankič (12/2); Yūki Mutō (12/2); Shinzō Kōroki (12/4); Rafael Silva (11/9); Tadanari Lee (10/4); Toshiyuki Takagi (6/1); Ado Onaiwu (2/-) - Trainer: Takafumi Hori |

## Schiedsrichter
Die 126 Spiele wurden von 34 verschiedenen Schiedsrichtern aus 17 Ländern geleitet. Vier Schiedsrichter stammten aus Usbekistan, jeweils drei aus Australien, China, Japan und Katar sowie je zwei aus Bahrain, dem Irak, Saudi-Arabien, Sri Lanka, Südkorea und den Vereinigten Arabischen Emiraten.
Für das Finale waren der Jordanier Adham Makhadmeh (Hinspiel) und der Usbeke Ravshan Ermatov (Rückspiel) verantwortlich.
| Schiedsrichter                    | Land               | Geboren       | Spiele |     |    |    |
| --------------------------------- | ------------------ | ------------- | ------ | --- | -- | -- |
| Ali Abdulnabi                     | Bahrain            | 14. Okt. 1971 | 006    | 019 | 0  | 0  |
| Rowan Arumughan                   | Indien             | 7. Sep. 1979  | 001    | 001 | 0  | 0  |
| Aziz Asimov                       | Usbekistan         | 14. Okt. 1981 | 002    | 003 | 0  | 0  |
| Chris Beath                       | Australien         | 17. Nov. 1984 | 004    | 021 | 02 | 01 |
| Ravshan Ermatov                   | Usbekistan         | 9. Aug. 1977  | 007    | 034 | 01 | 0  |
| Alireza Faghani                   | Iran               | 21. Mär. 1978 | 007    | 030 | 02 | 0  |
| Fu Ming                           | China              | 5. Jan. 1983  | 006    | 018 | 0  | 02 |
| Jarred Gillett                    | Australien         | 1. Nov. 1986  | 002    | 006 | 01 | 0  |
| Peter Green                       | Australien         | 29. Mai 1978  | 002    | 011 | 01 | 0  |
| Jumpei Iida                       | Japan              | 14. Aug. 1981 | 003    | 014 | 0  | 0  |
| Abdulrahman al-Jassim             | Katar              | 14. Okt. 1987 | 005    | 010 | 01 | 0  |
| Ammar al-Jeneibi                  | Ver. Arab. Emirate | 10. Mai 1982  | 003    | 007 | 0  | 0  |
| Ahmed al-Kaf                      | Oman               | 6. Mär. 1983  | 005    | 015 | 0  | 0  |
| Turki al-Khudhayr                 | Saudi-Arabien      | 30. Nov. 1979 | 003    | 007 | 0  | 0  |
| Kim Jong-hyeok                    | Südkorea           | 31. Mär. 1983 | 004    | 006 | 01 | 0  |
| Hiroyuki Kimura                   | Japan              | 30. Jan. 1982 | 001    | 003 | 0  | 0  |
| Ko Hyung-jin                      | Südkorea           | 20. Juni 1982 | 003    | 003 | 0  | 01 |
| Valentin Kovalenko                | Usbekistan         | 9. Aug. 1975  | 004    | 009 | 0  | 0  |
| Liu Kwok Man                      | Hongkong           | 1. Juli 1978  | 003    | 013 | 01 | 02 |
| Ma Ning                           | China              | 14. Juni 1979 | 003    | 014 | 01 | 02 |
| Adham Makhadmeh                   | Jordanien          | 13. Feb. 1987 | 008    | 026 | 0  | 0  |
| Fahad al-Marri                    | Katar              | 1. Jan. 1986  | 003    | 004 | 0  | 01 |
| Khamis al-Marri                   | Katar              | 6. Juli 1984  | 004    | 012 | 0  | 0  |
| Fahad al-Mirdasi                  | Saudi-Arabien      | 16. Aug. 1985 | 006    | 019 | 0  | 02 |
| Mohammed Abdullah Hassan Mohammed | Ver. Arab. Emirate | 2. Dez. 1978  | 005    | 011 | 0  | 0  |
| Gamini Nivon                      | Sri Lanka          | 24. Juli 1984 | 001    | 008 | 0  | 0  |
| Hettikamkanamge Perera            | Sri Lanka          | 19. Sep. 1978 | 004    | 015 | 0  | 0  |
| Ali Sabah                         | Irak               | 1. Jan. 1977  | 005    | 018 | 0  | 01 |
| Mohanad Qasim Sarray              | Irak               | 22. Mai 1980  | 006    | 020 | 01 | 01 |
| Ryūji Satō                        | Japan              | 16. Apr. 1977 | 004    | 017 | 01 | 0  |
| Nawaf Shukralla                   | Bahrain            | 13. Okt. 1976 | 001    | 003 | 0  | 0  |
| Ilgiz Tantashev                   | Usbekistan         | 5. Apr. 1984  | 001    | 006 | 0  | 0  |
| Muhammad Taqi                     | Singapur           | 25. Okt. 1986 | 003    | 009 | 0  | 0  |
| Wang Di                           | China              | 6. Apr. 1981  | 001    | 003 | 0  | 0  |
| Gesamt                            | Gesamt             | Gesamt        | 126    | 415 | 13 | 13 |